# Formigara
Formigara är en ort och kommun i provinsen Cremona i regionen Lombardiet i Italien. Kommunen hade 1 047 invånare (2018).